# Licaria sarapiquensis
Licaria sarapiquensis är en lagerväxtart som beskrevs av B.E. Hammel. Licaria sarapiquensis ingår i släktet Licaria och familjen lagerväxter. Inga underarter finns listade i Catalogue of Life.